# Überseering 40

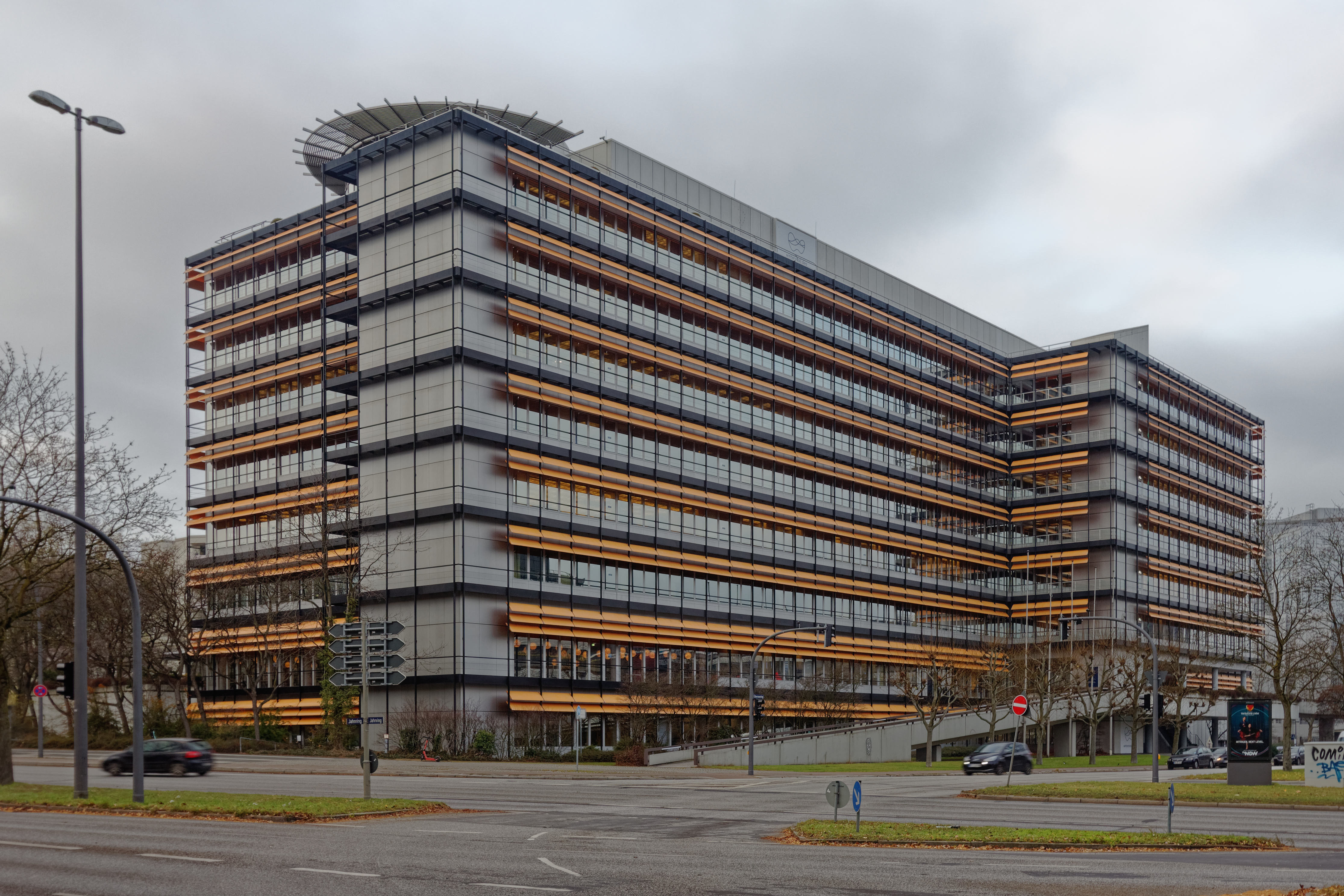
Ansicht von Südosten im Jahr 2020

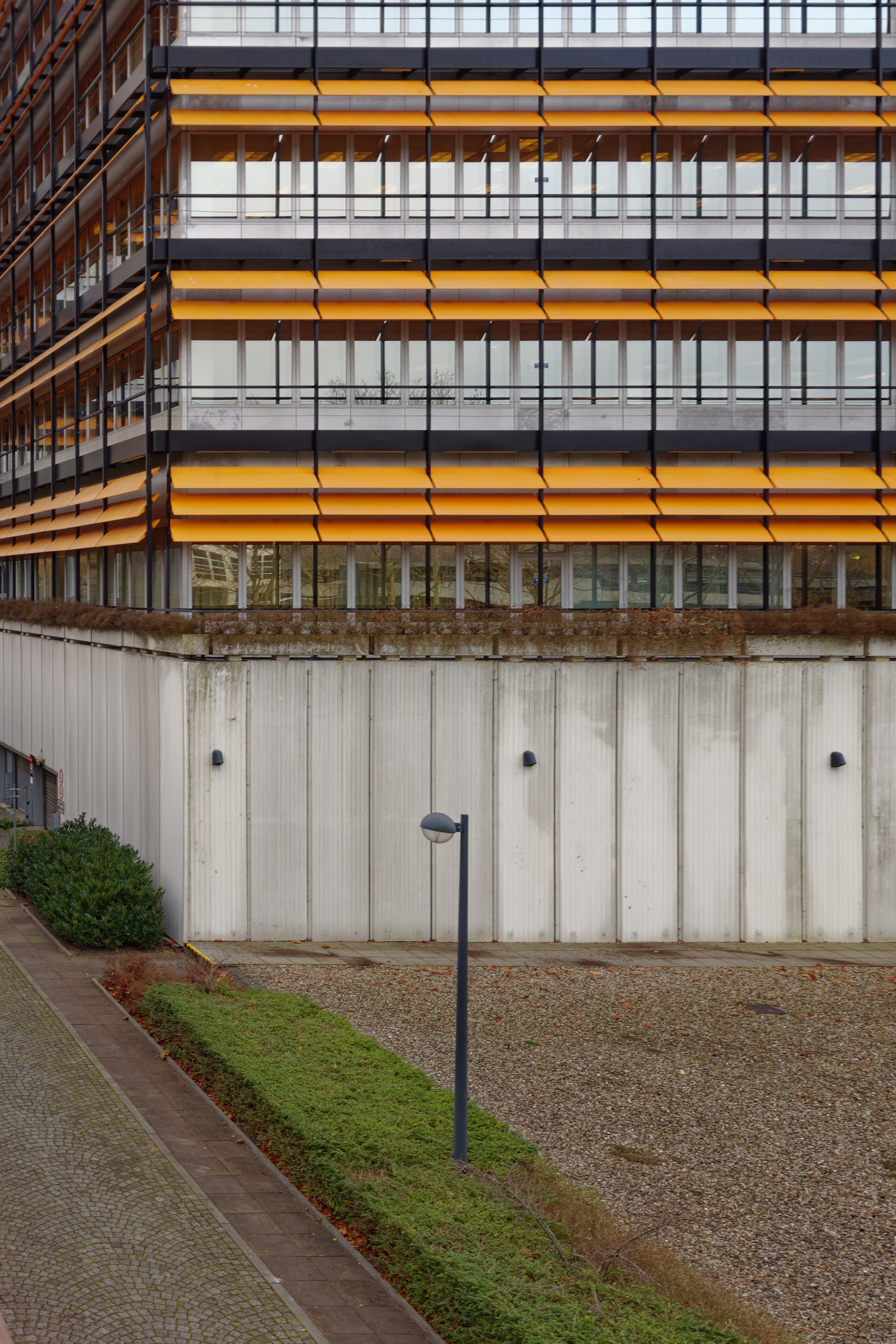
Fassadengestaltung und Teile der Umgebung

Das Bürohaus Überseering 40 oder DEA-Gebäude ist ein 1977 fertig gestellter Gebäudekomplex in der Hamburger Bürostadt City Nord, das bis Juli 2023 einer der zentralen Verwaltungssitze der Wintershall Dea war. Das Gebäude wurde 2020 unter Denkmalschutz gestellt.

## Bau und Architektur
Die ersten Planungen führte die Deutsche Texaco, der Vorgänger der heutigen Wintershall Dea, ab Anfang der 1970er-Jahre. Im Jahr 1972 kaufte das Unternehmen das Grundstück im Südwesten der City Nord, um dort die auf sieben Standorte im Hamburger Stadtgebiet verteilte Verwaltung in einem neuen Gebäude zu konzentrieren. Aufgrund der Ölkrise 1973 konkretisierten sich die Bauplanungen jedoch erst 1974. Dazu gründete die Texaco einen von dem Architekten Hans-Joachim Rüffler geleiteten Planungsstab, der den Auftrag erhielt, einen Neubau mit besonders energiesparenden Lösungen zu erstellen. An der Konstruktion und dem Bau waren unter anderem die Architekten Jost Schramm, Jürgen Elingius, Gerd Pempelfort, Horst von Bassewitz und Anna Zülch beteiligt.
Die Außenwände bestehen aus einer Vorhangfassade mit einer zusätzlichen zweischaligen Wärmedämmung. Besonders innovativ war zum Bauzeitpunkt die verwendete Dreifachverglasung, bei der aus der Abluft ein Teil der Raumwärme wieder für die Erwärmung der Innenräume nutzbar gemacht wurde. Diese Technik wurde hier erstmals in großem Umfang eingesetzt. Auf außenliegenden Sonnenschutz wurde besonderen Wert gelegt. Die Fluchtbalkone dienen gleichzeitig als Schattenspender für die Fassade. Auffällig und prägend für das Gebäude sind die orangefarbenen Aluminium-Sonnensegel unterhalb der Balkone.
Der Gebäudeentwurf ist recht simpel aber dabei sehr funktional. Das 126 m lange Gebäude ist um zwei Kerne herum konstruiert und nutzt vier Treppenhäuser an den Außenseiten zur zusätzlichen Versteifung. Das Eingangsgeschoss liegt in der ersten Etage und damit auf der Höhe der Fußgängerebene in diesem Teil der City Nord. Die Eingangshalle ist repräsentativ gestaltet, sie zeigt einen großen Empfangstresen, offene Fahrtreppen und schieferverkleidete Wände, in die immer wieder Fossilien eingearbeitet sind, mit denen der Bezug zur Herkunft des Erdöls hergestellt wird. Das größte dieser Fossilien ist ein Ichthyosaurierfossil aus Schwaben, das die amerikanische Muttergesellschaft zur Einweihung des Hauses stiftete. Unterhalb der Eingangsebene liegen Konferenz- und Schulungsräume, ein Restaurant, das Zentralarchiv, die Haustechnik, Garagen und eine Mehrzweckhalle. Die oberen Etagen sind mit Büros und Besprechungsräumen ausgestattet, wobei der überwiegende Teil aller Arbeitsplätze in Großraumbüros eingerichtet wurde.
Baubeginn war am 20. Dezember 1974, Grundsteinlegung am 12. Mai 1975 und Richtfest am 17. Oktober des gleichen Jahres. Im Laufe des Jahres 1977 nahmen nach und nach alle Abteilungen ihre Arbeit im neuen Gebäude auf. Zunächst war es für 1300 Arbeitsplätze ausgelegt und besaß mit der nicht vollständig ausgebauten zweiten Etage eine Reserve für weitere 200 Arbeitsplätze.

## Nutzung
Nach der Errichtung war Wintershall Dea bzw. die unmittelbaren Vorgänger alleiniger oder überwiegender Nutzer des Gebäudes. Von 2000 bis 2004 waren Teile des Gebäudes an die Deutsche Shell vermietet. Nach deren Auszug befand sich die Mitarbeiterzahl im Haus auf einem Tiefstand von noch 500. Danach wuchs die Mitarbeiteranzahl von Wintershall Dea zwar wieder, aber trotzdem wurden weiterhin freie Flächen an andere Firmen vermietet.
2021 hat der Immobilienentwickler Becken das Gebäude gekauft, Wintershall Dea gab den Standort im Sommer 2023 auf und zog in die Hafencity um.

## Umbauten und Modernisierung
Das Gebäude wurde laufend modernisiert und umgebaut. 1991 ergänzte man das Gebäude um einen Erweiterungsbau an der Nordseite, 1992 erfolgte eine Aufstockung und eine großzügige Erweiterung der Konferenzräume. Die heute vom Jahnring aus gut sichtbare markante Rotunde sowie ein komplett neues Atrium entstanden. Der nördliche Erweiterungsbau wurde 2006 wieder abgerissen, da für ihn kein Bedarf mehr bestand. Das Restaurant für die Mitarbeiter ist weitgehend noch im Stil der Bauzeit eingerichtet.

## Fotografien und Karte
Koordinaten: 53° 36′ 3,2″ N, 10° 0′ 59,1″ O

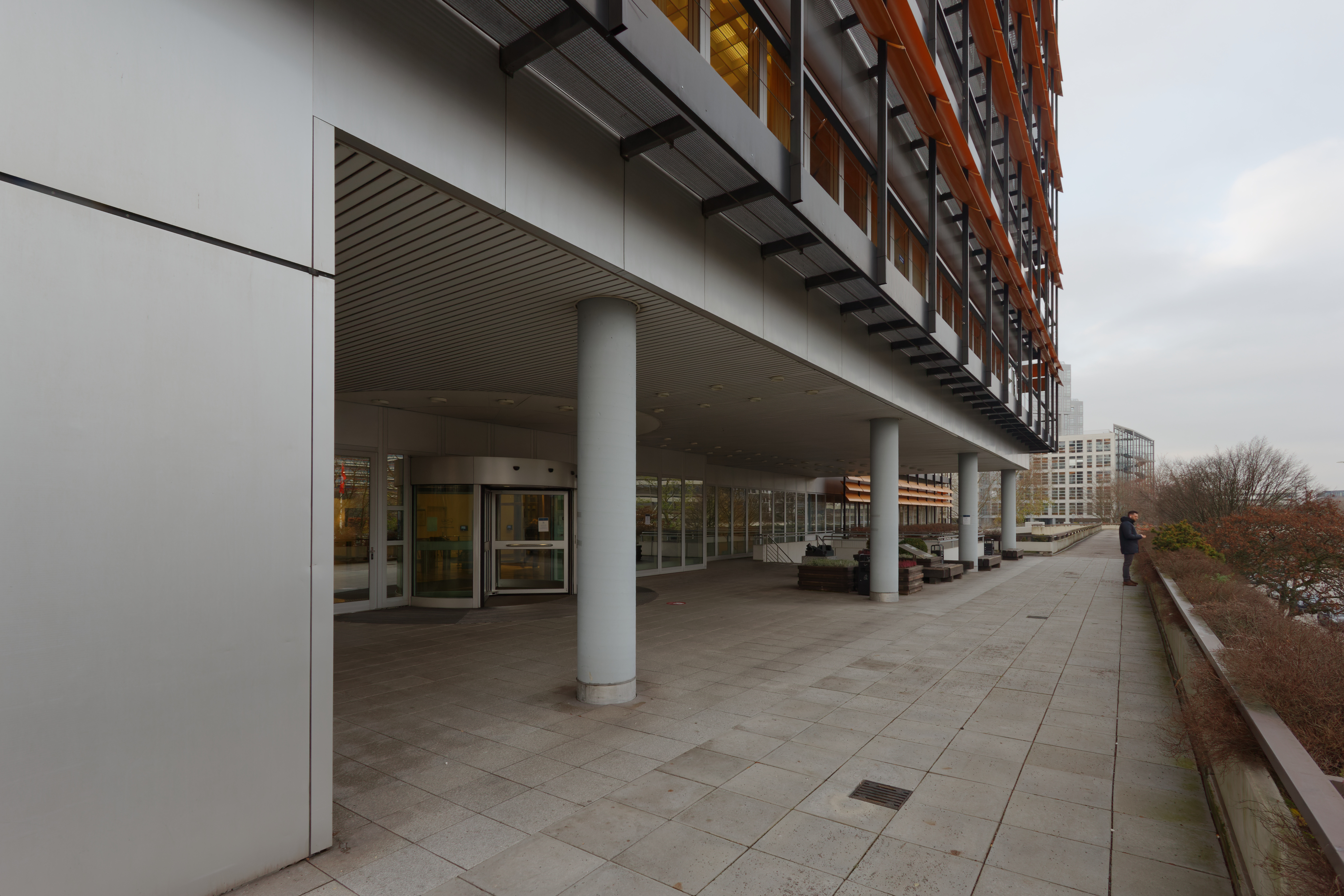
Eingangsbereich
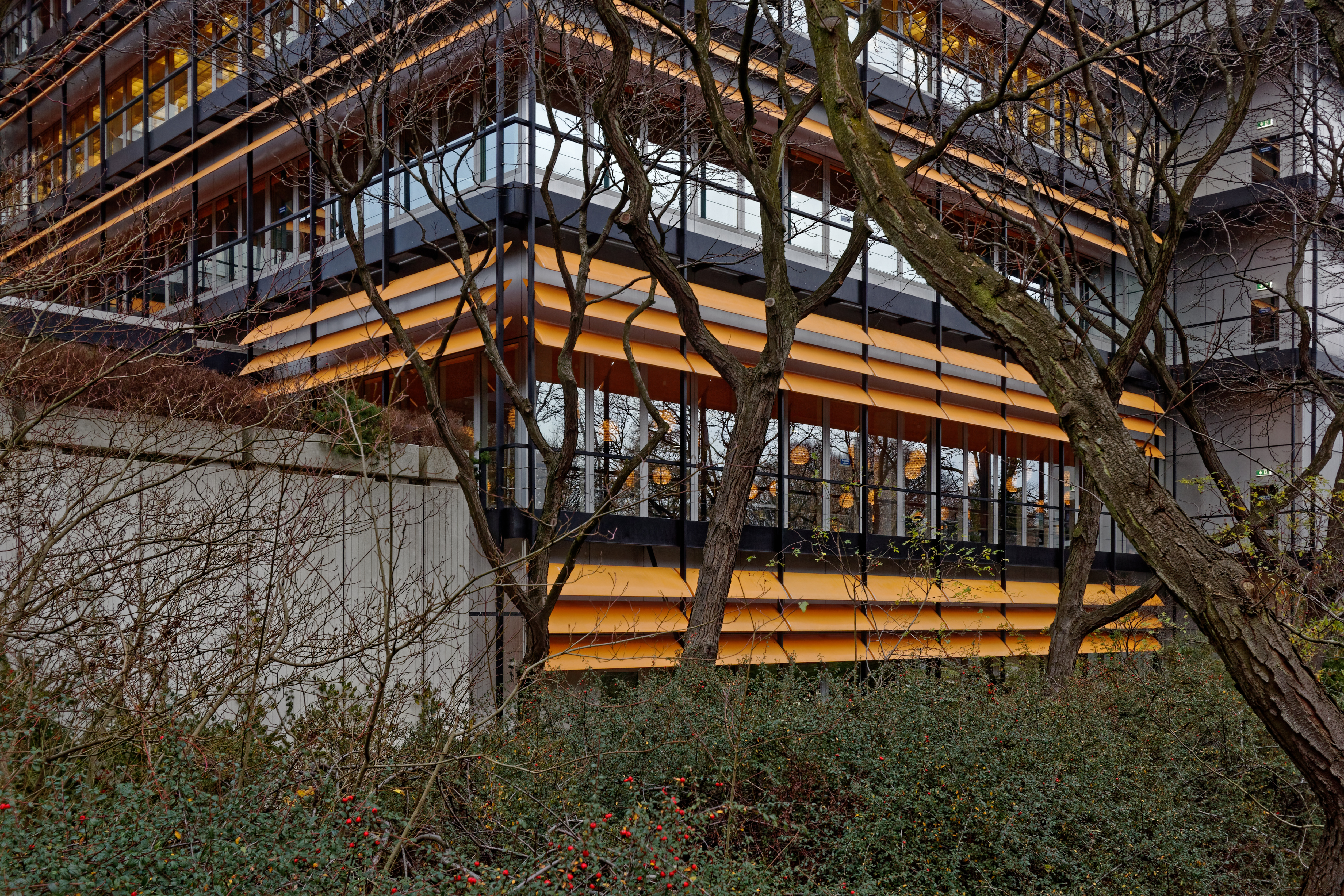
Südwestecke am Jahnring
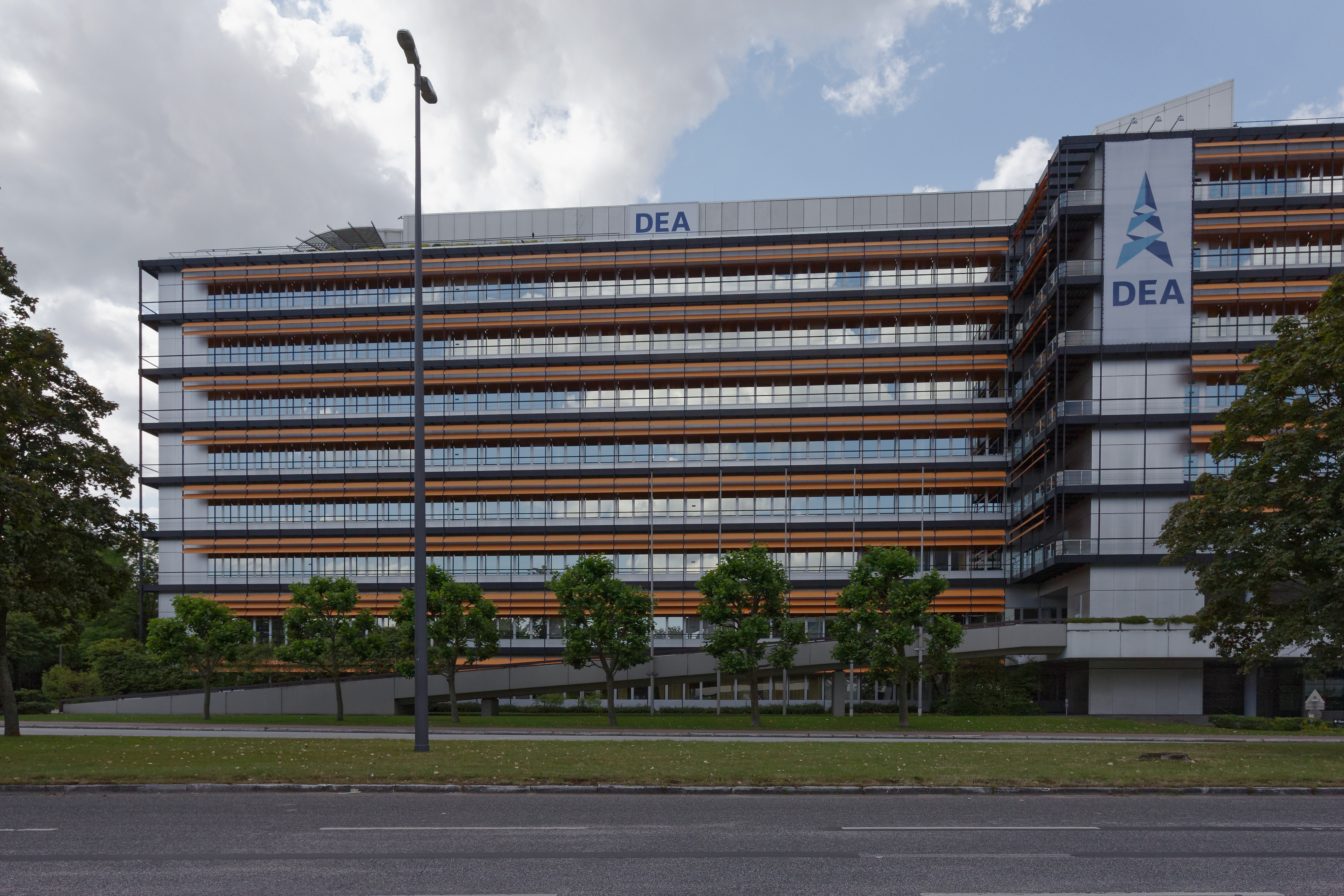
Ostfassade am Überseering